# Devil's Brigade
I Devil's Brigade sono una psychobilly band e un progetto parallelo di Matt Freeman dei Rancid.  Alcuni dicono che sono semplicemente i Rancid che suonano psychobilly, dal momento che Tim Armstrong è alla chitarra e Brett Reed alla batteria. Apparvero per la prima volta su Give 'Em the Boot III con la canzone Vampire Girl. Per adesso hanno pubblicato 2 vinili, uno con le canzoni Stalingrad e Psycos All Around Me, l'altro con Vampire Girl, Ride Harley Ride e What Have You Done Lately.

## Formazione
- Matt Freeman - voce, basso
- Tim Armstrong - chitarra
- Brett Reed - batteria

## Discografia
- 2010 - Devil's Brigade